# Toyota Dyna
Toyota Dyna é um camião da Toyota Motor, fabricado muitas partes do mundo e em Portugal (Ovar) e na Ilha Formosa (Zhongli). É produzido também pelas empresas Hino Motors (Japão) e Kuozui Motors (Ilha Formosa) através de licenças.